# Marcel Bekaert
Marcel Bekaert (Gullegem, 20 januari 1923 - aldaar, 18 september 1992) was een Belgisch wielrenner en later de organisator van Gullegem Koerse, tegenwoordig ook aangeduid als de Grote Prijs Marcel Bekaert. 
Als wielrenner eindigde Bekaert in 1954 als veertiende in het eindklassement van de Ronde van België. In 1953 won hij de eerste etappe van de Ronde van België voor Onafhankelijken in Charleroi. In 1958 werd hij derde in het Criterium van Amiens.
Bekaert organiseerde de eendaagse wielerwedstrijd Gullegem Koerse jaarlijks volledig op het grondgebied van Gullegem. De wedstrijd wordt over 18 plaatselijke ronden van 9,5 km, in totaal dus ongeveer 171 km. Na Bekaerts overlijden kreeg de wedstrijd de naam 'Grote Prijs Marcel Bekaert' als eerbetoon aan de vroegere organisator.
Bekaert was gehuwd met Elza Tack (10 november 1926 - 11 mei 2012) die tijdelijk zijn taak als organisator van de wedstrijd overnam.